# Bad Luck Banging or Loony Porn
Bad Luck Banging or Loony Porn (em romeno:  Babardeală cu bucluc sau porno balamuc) é um filme de comédia e drama romeno de 2021 escrito e dirigido por Radu Jude e produzido por Ada Solomon. É estrelado por Katia Pascariu, Claudia Ieremia e Olimpia Mălai.
O filme teve a sua estreia mundial no 71º Festival Internacional de Cinema de Berlim, em março de 2021 e ganhou o Urso de Ouro na secção principal da competição. É o terceiro filme romeno a ganhar o Urso de Ouro nos últimos nove anos.

## Trama
Emi Cilibiu, uma professora de história numa importante escola secundária romena, filma uma sex tape com o seu marido Eugen, na qual eles se envolvem em algumas atividades sexuais. Eugen carrega o vídeo num site privado de fetiches, onde é baixado e postado repetidamente em sites públicos de pornografia. Os colegas da escola de Emi, assim como os pais dos seus alunos, ficam escandalizados com o seu comportamento e chamam-na para uma reunião de pais e professores ao fim do dia logo após o vídeo ter sido amplamente divulgado. Emi passa o dia anterior à conferência a fazer vários recados e tarefas e a ficar cada vez mais frustrada com os aspetos sexistas, nacionalistas e consumistas da sociedade romena, bem como com as dificuldades adicionais sentidas pelos efeitos da pandemia COVID-19.
Segue-se uma montagem, representando as definições da diretora de pensamentos relacionados com vários conceitos ou objetos. Algumas observações são engraçadas (para o distanciamento social, é mostrado um clipe de uma dança folclórica tradicional romena modificada para obedecer aos regulamentos de distância), outras são mais amargas (para a Revolução Francesa e a Revolução Romena, cenas violentas dos eventos são retratadas seguidas por fotos de produtos comerciais com os nomes dos eventos), e alguns são francamente cáusticos (para eficiência, uma casa funerária 24 horas por dia, 7 dias por semana é mostrada, aberta e atraindo uma longa fila, em frente a um hospital, presumivelmente um que trata doentes com coronavírus). Algumas das definições envolvem representações de nudez gráfica ou atos não simulados.
Emi chega à reunião de pais e professores, onde é informada por um simpático funcionário da administração que os pais e professores vão votar se a escola deve ou não continuar a empregá-la à luz da sua suposta "transgressão moral"; se a maioria votar contra ela, espera-se que ela renuncie. Os pais, entre eles um tenente aposentado do Exército romeno, um piloto de jato com inclinações políticas fascistas, um padre socialmente conservador, um "cara legal" que defende Emi na tentativa de agradar a ela e uma mulher que já havia oferecido suborno a Emi em troca de notas mais altas, geralmente são críticos das ações de Emi. Ao condenar o comportamento e o estilo de ensino de Emi, os pais expressam atitudes vulgares e sexistas em relação às mulheres, romafobia, anti-semitismo e questionam as evidências históricas que Emi invoca para contradizer os seus argumentos.
O filme termina com três finais alternativos em sequência. Na primeira, Emi é "absolvida" pelos pais e professores, levando a um confronto físico entre ela e outro pai. No segundo, ela é "condenada" e renuncia sem incidentes. No terceiro, ela é novamente "condenada", mas se transforma em numa super heroína que lembra a Mulher Maravilha. Ela prende os pais e professores dentro de uma rede e força aqueles que se opuseram mais duramente a ela durante a conferência a fazer sexo oral com um vibrador.[carece de fontes?]

## Elenco
O elenco inclui:
- Katia Pascariu como Emi
- Claudia Ieremia como a diretora
- Olimpia Mălai como Sra. Lucia
- Nicodim Ungureanu como Sr. Gheorghescu
- Alexandru Potocean
- Andi Vasluianu como Sr. Otopeanu
- Ion Dichiseanu como ele mesmo

## Estreia
Em 11 de fevereiro de 2021, a Berlinale anunciou que o filme teria a sua estreia mundial no 71º Festival Internacional de Cinema de Berlim na secção Competição da Berlinale, em março de 2021.

## Receção
O site agregador de críticas Rotten Tomatoes analisou 31 críticas, classificando os comentários como positivos ou negativos, avaliando 25 como positivos e 1 como negativo para uma classificação de 96%. Entre as análises, foi determinada uma classificação média de 7,50 em 10. O consenso dos críticos diz: "Tão divertidamente provocativo quanto o título, Bad Luck Banging or Loony Porn usa uma premissa potencialmente lasciva para destacar a hipocrisia das normas sociais".